# Chrysophyllum akusae
Chrysophyllum akusae är en tvåhjärtbladig växtart som beskrevs av Auguste Jean Baptiste Chevalier. Chrysophyllum akusae ingår i släktet Chrysophyllum och familjen Sapotaceae.
Artens utbredningsområde är Elfenbenskusten. Inga underarter finns listade i Catalogue of Life.